# Wolfram Köhler (Politiker)
Wolfram Köhler (* 8. März 1968 in Templin, DDR) ist ein deutscher Politiker (CDU), der als Liedermacher, Oberbürgermeister von Riesa, sächsischer Staatssekretär, als Songschreiber für Heino und als Sportmanager für den Boxer Axel Schulz bekannt wurde.

## Leben und Beruf
Köhler wirkte bis 1987 als Liedermacher in der DDR. Nach politischen Auseinandersetzungen siedelte er zwangsweise am 25. November 1987 zusammen mit seiner ersten Frau Katharina Stengel in die Bundesrepublik über, wo er bei einem Privatsender in Ludwigshafen am Rhein arbeitete. 
Mit der deutschen Wiedervereinigung von 1990 kehrte er nach Sachsen zurück und war in Riesa in verschiedener Funktion als Dezernent, Beigeordneter und 1. Bürgermeister tätig. 2001 wurde er als Nachfolger von Horst Barth zum Oberbürgermeister der Großen Kreisstadt Riesa gewählt. Er kultivierte während dieser Zeit das Image eines „Machers“. 
Nachdem er die Idee einer sächsischen Olympiabewerbung mitentwickelte, wurde er von Frühjahr bis Herbst 2003 zum sächsischen Staatssekretär in der Staatskanzlei von Ministerpräsident Georg Milbradt für die Leipziger Bewerbung für die Olympischen Sommerspiele 2012 ernannt. Er wurde von dieser Position wieder abberufen, da ihm und seiner zweiten Ehefrau vorgeworfen wurde, während seiner Zeit als Riesaer Oberbürgermeister „rechtlich zweifelhafte“ und „moralisch nicht vermittelbare“ Verträge zwischen einer städtischen Gesellschaft und der Verbundnetz Gas AG (VNG) abgeschlossen zu haben. Die Staatsanwaltschaft Dresden leitete jedoch kein Ermittlungsverfahren ein.
Köhler ist in zweiter Ehe verheiratet, hat eine Tochter und lebt in Fort Myers-Buckingham in Florida. Er betreibt ein Uhrmachergeschäft und ist Manager für den Boxer Axel Schulz.

## Politik
2004 wurde Köhler über ein Direktmandat im Wahlkreis Riesa-Großenhain 1 in den Sächsischen Landtag gewählt. Im April 2005 legte er sein Mandat nieder. In seinem Verzichtsschreiben an Landtagspräsident Erich Iltgen nannte er als Motiv das Gefühl, auf der „Auswechselbank“ des Parlaments zu sitzen und „nicht eingewechselt“ zu werden. 
2009 versuchte Dresdens Oberbürgermeisterin Helma Orosz Köhler als Geschäftsführer der Dresden Messe GmbH (DMG) zu gewinnen. Für den Job, der auch eine vorübergehende Übernahme des Sportstätten- und Bäderbetrieb vorsah, war eine Vertragslaufzeit von fünf Jahren vorgesehen bei einer – laut Medienberichten – Bezahlung von 250.000 Euro jährlich. Der Dresdner Stadtrat hatte am 26. Juni 2009 eine Bestellung Köhlers beschlossen, worauf die Fraktion "Die LINKE" klagte, weil sie sich über Köhlers Vertrag nicht ausreichend informiert gefühlt hatte. Am 1. Juli 2009 folgten die Dresdner Verwaltungsrichter diesem Antrag auf Gewährung einstweiligen Rechtsschutzes, wogegen die Landeshauptstadt ihrerseits wiederum in Widerspruch ging.
Köhler selbst entschied sich dann im August 2009, über einen aus Cape Coral/Florida gesendeten und in der BILD-Zeitung veröffentlichten "offenen Brief" zu den gesamten Vorgängen – einschließlich seines Verzichtes auf die angebotene Stelle als Geschäftsführer – Stellung zu nehmen.

## Veröffentlichung
- Mr. Riesa: In Deutschland geht's auch anders, Forum Verlag, Leipzig 2005.